# 天主教羅安達總教區
天主教羅安達總教區（拉丁語：Archidioecesis Luandensis）是安哥拉一個羅馬天主教教省總教區，下轄五個教區。是該國五個總教區之一。
1596年5月20日設安哥拉剛果聖救主教區，時屬里斯本總教區。1940年9月4日升為總教區。
總教區範圍包括首都羅安達及周邊地區。2007年有教友2,341,000人（佔轄區總人口73.5%）、十九個堂區、七十名司鐸。現任教區總主教為菲洛梅諾·迪亞斯，榮休主教為亞歷山大·多·納西門托樞機。